# Щелчкова, Мария Павловна
Мари́я Павло́вна Щелчко́ва (1915 — ????) ― электросварщица Сибирского завода тяжёлого машиностроения Красноярского совнархоза, Герой Социалистического труда (1960).

## Биография
Мария Павловна Щелчкова родилась в 1915 году на территории современной Волгоградской области. По национальности ― русская. 
В 1938 году окончила Школу фабрично-заводского ученичества (ФЗУ), и с того же года начала работать сварщиком на паровозостроительном заводе «Красный Профинтерн» в городе Орджоникидзеград (до 1936 года и после 1943 года – Бежица) Брянской области.
После начала Великой Отечественной войны вместе с другими специалистами и заводским оборудованием Мария Щелчкова была эвакуирована в город Красноярск. Там, наряду с другими эвакуированными работниками она участвовала в монтаже станков, доставленных вручную за 12 километров от места разгрузки, и в запуске производства на новом месте. 
Завод «Красный Профинтерн» в годы войны (с конца 1950-х годов – Сибирский завод тяжёлого машиностроения «Сибтяжмаш») выпускал миномёты и другую продукцию для фронта, паровозы и литейные краны. 
После окончания войны завод перешёл на выпуск тяжёлых грузоподъёмных кранов и другие машины для тяжёлой промышленности. Мария Щелчкова продолжала работать сварщицей на этом сибирском заводе. В своём мастерстве сварки и качестве исполнения сварного шва, скорости проводки по соединению деталей и узлов она нисколько не уступала коллегам-мужчинам. 
Указом Президиума Верховного Совета СССР от 7 марта 1960 года в ознаменование 50-летия Международного женского дня, за выдающиеся достижения в труде и особо плодотворную общественную деятельность Марии Павловне Щелчковой присвоено звание Героя Социалистического Труда с вручением Ордена Ленина и Золотой медали «Серп и Молот». 
Щелчковой, вместе с другими опытными сварщиками, была доверена сварка важного заказа – первого подъёмного крана для Кубы. В 1963 году, во время визита в Красноярск лидера кубинской социалистической революции Фиделя Кастро, она от имени тружеников завода приветствовала руководителя Кубы букетом сибирских цветов. 
Награждена Орденом Ленина (7 марта 1960 года) и медалями. В 1976 году вышла на заслуженный отдых, персональный пенсионер союзного значения. Проживала в городе Красноярске. Дата кончины Марии Щелчковой не установлена.